# 瞿靖镇
瞿靖镇，是中华人民共和国宁夏回族自治区吴忠市青铜峡市下辖的一个乡镇级行政单位。

## 行政区划
瞿靖镇下辖以下地区：
瞿靖社区、瞿靖村、友好村、尚桥村、蒯桥村、友谊村、毛桥村、时坊村、蒋西村、蒋顶村、银光村、新民村、光辉村、玉南村、朝阳村和繁殖场。